# وولفگانگ هوفمان
وولفگانگ هوفمان (آلمانی: Wolfgang Hofmann; ۳۰ مارس ۱۹۴۱ – ۱۲ مارس ۲۰۲۰) جودوکار اهل آلمان بود.
وی همچنین برندهٔ جوایزی همچون برگ بوی نقره‌ای شده‌است.
وی در مسابقات کشوری و بین‌المللی در مجموع برندهٔ ۱ مدال نقره شده‌است.